# Ecpyrrhorrhoe diffusalis
Ecpyrrhorrhoe diffusalis är en fjärilsart som beskrevs av Achille Guenée 1854. Ecpyrrhorrhoe diffusalis ingår i släktet Ecpyrrhorrhoe och familjen Crambidae. Inga underarter finns listade i Catalogue of Life.